# Shiko funjatta
Pour plus de détails, voir Fiche technique et Distribution.
Shiko funjatta (シコふんじゃった) est un film japonais réalisé par Masayuki Suo, sorti en 1992.
Sorti en France en 2023 chez Spectrum Films sous le nom Sumo Do, Sumo Don't.

## Synopsis
Pour obtenir des crédits universitaires manquants, Shuhei Yamamoto promet de participer à une compétition de sumo.

## Fiche technique
- Titre : Shiko funjatta
- Titre original : シコふんじゃった
- Titre anglais : Sumo Do, Sumo Don't
- Réalisation : Masayuki Suo
- Scénario : Masayuki Suo
- Musique : Yoshikazu Suo
- Photographie : Naoki Kayano
- Montage : Jun'ichi Kikuchi
- Production : Shōji Masui
- Société de production : Cabin Company et Daiei Studios
- Pays :  Japon
- Genre : Comédie dramatique
- Durée : 105 minutes
- Dates de sortie : 
  -  Japon : 15 janvier 1992

## Distribution
- Masahiro Motoki : Shuhei Yamamoto
- Misa Shimizu : Natsuko Kawashima
- Naoto Takenaka : Aoki Tomio
- Akira Emoto : le professeur Tokichi Anayama
- Kaori Mizushima : Chie Asai
- Hiromasa Taguchi : Hosaku Tanaka
- Robert Hoffman : George Smiley
- Kentarō Sakai
- Masaaki Takarai : Haruo Yamamoto
- Ritsuko Umemoto : Masako Mamiya
- Masaru Matsuda : Tatsuo Horino
- Hiroshi Miyasaka : Hokudo no Ken
- Gorō Kataoka : Hayashi
- Naomasa Musaka : Kumota-san
- Fuyuki Murakami : Yasujiro Mine
- Mutsuko Sakura : Yuki Anayama

## Distinctions
Le film a été nommé pour sept Japan Academy Prizes et en a reçu cinq : meilleur film, meilleur acteur pour Masahiro Motoki, meilleur second rôle masculin pour Naoto Takenaka, meilleur réalisateur et meilleur scénario.